# Beiseförth
Beiseförth ist ein Ortsteil der Gemeinde Malsfeld im nordhessischen Schwalm-Eder-Kreis. Der Ort liegt an der Einmündung der Beise in die Fulda.

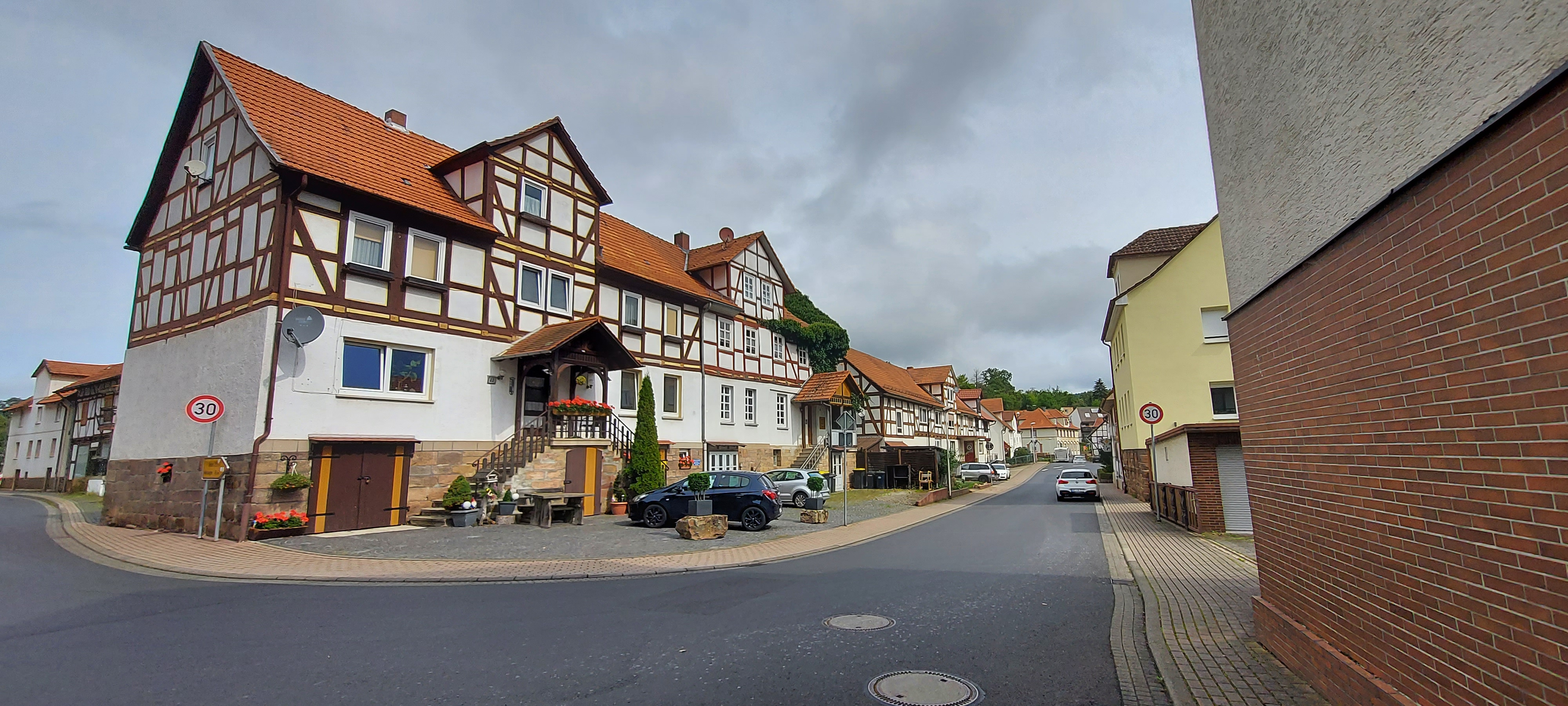
Ortskern Beiseförth

## Geschichte
Die älteste bekannte Erwähnung von Beiseförth erfolgte im Jahr 1348 unter dem Namen „Beysenvorte“. Die Ortsnamenendung -furth lässt aber auf eine sehr viel frühere Gründung schließen. In einem Buch mit dem Titel „Ahnen gesucht – Paradies gefunden“ von Ralf Beise erwähnt der Autor auf Seite 16 Folgendes: „Nach genauer Forschung in letzter Zeit wurde jedoch festgestellt, daß eine Akte aus dem Jahre 1319 Angaben enthält über den örtlichen Zehnten und den von der Rockemühle, den die Herden“ (man vermutet es sollte heißen, Herren) „von Leimbach an die Herren von Falkenberg abtraten“. Weiterhin führt der Autor auf, dass die Endungen -förth, -vorte und -furt auf Orte hinweisen, deren Entstehung in die Zeit bis 800 fällt.
Bis vor etwa 140 Jahren wurde die Fulda in diesem Bereich von Schiffen befahren, die Kassel und Hersfeld miteinander verbanden. 1849 jedoch übernahm die Eisenbahn nach dem Bau der Bebra–Kassel die Transporte von Mensch und Gut.
Der überwiegende Teil der Bevölkerung waren Bauern, die nebenbei auch die Leinweberei betrieben. Der Webstuhl verdrängte diese Tätigkeit jedoch. Nach der Leinweberei verdienten sich die Einwohner ihren Lebensunterhalt mit der Korbflechterei. Die guten Waren aus Beiseförth waren bekannt und gesucht. Im Jahr 1855 gab es laut Angabe von Ralf Beise in seinem Buch 718 Einwohner, davon 38 Korbmacher, 6 Händler, aber nur noch einen Leinweber. Vom Wirtschaftszweig der Korbflechter zeugt heute noch das örtliche Korbmachermuseum, das einzige in Hessen. In der Zeit der modernen Industrie zogen die meisten Menschen fort oder arbeiteten in Kassel.
Am 12. September 1951 besuchte der in Sankt Petersburg geborene Ralf Beise das Dorf. Er suchte hier seine Ahnen, stellte dann aber fest, dass das der Name des Ortes nichts seinem Nachnamen zu tun hatte. Was er jedoch vorfand und später in einem Buch beschrieb, war für ihn ein „Paradies“. Er sah hier ein Potenzial, das bis dahin niemand gesehen hatte: Beiseförth als Erholungsort. Durch seinen persönlichen Einsatz wurde der Tourismus zu einer wichtigen Einnahmequelle des Ortes. Vor allem Erholungssuchende aus dem Ruhrgebiet und aus Beises damaliger Heimatstadt Bremen verbrachten ihren Urlaub in Beiseförth. Zeitzeugen berichten, dass es in den frühen 1960er Jahren ca. 15 Gaststätten und in fast jedem Haus Gästezimmer gab. Zudem war bzw. ist noch vorhanden: ein Schwimmteich und Campingplatz. Es gab zwei Minigolfplätze und eine Heilquelle (Wildsberg Quelle) etwas außerhalb des Dorfes. Heute zeugt nur noch der einfache Bau davon, dass hier einmal Kurgäste das Wasser nutzten.

Das Konzept bestach vor allem dadurch, dass keine Hotels etc. gebaut wurden, sondern jeder Einwohner  daran beteiligt war. Beiseförth hatte sogar ein eigenes Möbelhaus namens „Häde“. In den besten Jahren besuchten ca. 70.000 Menschen jedes Jahr dieses Dorf, so die Angaben von Zeitzeugen. Noch heute sieht man die Spuren dieses kleinen Wirtschaftswunders, vor allem wenn man sich die Dächer der Häuser anschaut, die meist für Gästezimmer ausgebaut wurden. Von den Gaststätten ist heute nur noch eine übrig, der „Goldene Löwe“, der seit 2018 wieder einen ausgezeichneten Ruf genießt. Eine weitere italienische Gaststätte hatte sich vor einigen Jahrzehnten in der Nähe des Goldenen Löwen einen Namen geschaffen und lebt heute von zahlreichen Stammgästen aus der Region.

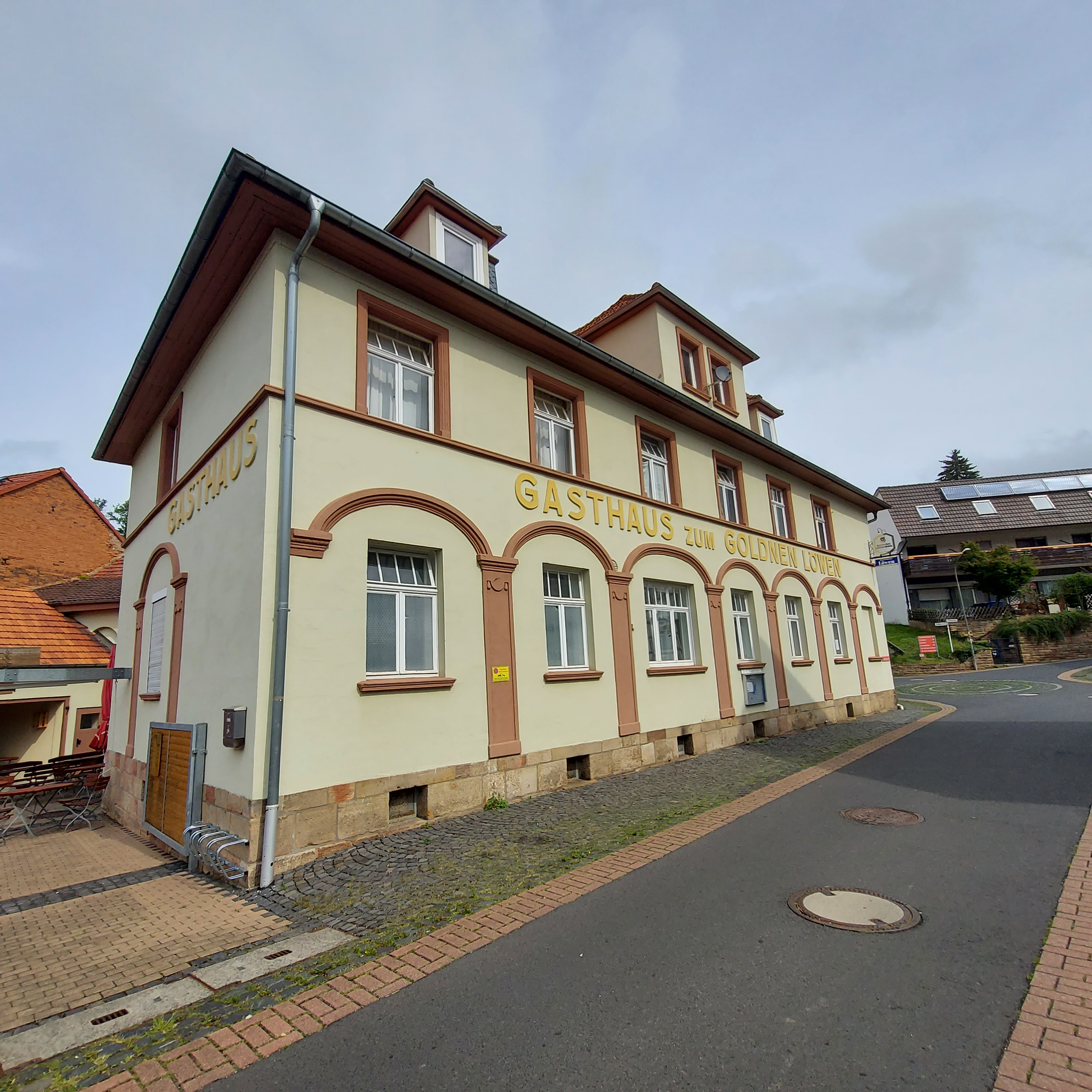
Historisches Gasthaus zum Goldnen Löwen

Noch heute findet man hier Ruhe und Erholung.
Hessische Gebietsreform
Zum 1. Januar 1974 wurden im Zuge der Gebietsreform in Hessen kraft Landesgesetz die bis dahin selbständige Gemeinde Malsfeld (mit den Ortsteilen Elfershausen und Dagobertshausen), Beiseförth, Mosheim (Landkreis Fritzlar-Homberg), Ostheim und Sipperhausen (Landkreis Fritzlar-Homberg) zur neuen Großgemeinde Malsfeld zusammengeschlossen. Gleichzeitig wechselte Malsfeld in den neu errichteten Schwalm-Eder-Kreis. Als Sitz der Gemeindeverwaltung wurde Malsfeld bestimmt. Für alle ehemalig eigenständigen Gemeinden wurden Ortsbezirke mit Ortsbeirat und Ortsvorsteher nach der Hessischen Gemeindeordnung gebildet.

## Bevölkerung
Einwohnerstruktur 2011
Nach den Erhebungen des Zensus 2011 lebten am Stichtag dem 9. Mai 2011 in Beiseförth 1140 Einwohner. Darunter waren 21 (1,8 %) Ausländer.
Nach Lebensalter waren 219 Einwohner unter 18 Jahren, 483 zwischen 18 und 49, 219 zwischen 50 und 64, und 216 älter. Die Einwohner lebten in 501 Haushalten. Davon waren 144 Singlehaushalte, 111 Paare ohne Kinder, 180 Paare mit Kindern, 60 Alleinerziehende, und 6 Wohngemeinschaften. In 90 Haushalten lebten ausschließlich Senioren und in 345 Haushaltungen keine Senioren.
Einwohnerentwicklung
- 1585: 43 Haushaltungen[1]
- 1747: 69 Haushaltungen[1]

| Beiseförth: Einwohnerzahlen von 1834 bis 2020 | Beiseförth: Einwohnerzahlen von 1834 bis 2020 | Beiseförth: Einwohnerzahlen von 1834 bis 2020 | Beiseförth: Einwohnerzahlen von 1834 bis 2020 | Beiseförth: Einwohnerzahlen von 1834 bis 2020 |
| --- | --------------------------------------------- | --------------------------------------------- | --------------------------------------------- | --------------------------------------------- |
| Jahr |                                               |                                               |                                               | Einwohner                                     |
| 1834 | 1834                                          |                                               | 652                                           | 652                                           |
| 1840 | 1840                                          |                                               | 623                                           | 623                                           |
| 1846 | 1846                                          |                                               | 728                                           | 728                                           |
| 1852 | 1852                                          |                                               | 727                                           | 727                                           |
| 1858 | 1858                                          |                                               | 772                                           | 772                                           |
| 1864 | 1864                                          |                                               | 750                                           | 750                                           |
| 1871 | 1871                                          |                                               | 732                                           | 732                                           |
| 1875 | 1875                                          |                                               | 757                                           | 757                                           |
| 1885 | 1885                                          |                                               | 737                                           | 737                                           |
| 1895 | 1895                                          |                                               | 693                                           | 693                                           |
| 1905 | 1905                                          |                                               | 731                                           | 731                                           |
| 1910 | 1910                                          |                                               | 699                                           | 699                                           |
| 1925 | 1925                                          |                                               | 766                                           | 766                                           |
| 1939 | 1939                                          |                                               | 805                                           | 805                                           |
| 1946 | 1946                                          |                                               | 1.250                                         | 1.250                                         |
| 1950 | 1950                                          |                                               | 1.265                                         | 1.265                                         |
| 1956 | 1956                                          |                                               | 1.102                                         | 1.102                                         |
| 1961 | 1961                                          |                                               | 1.042                                         | 1.042                                         |
| 1967 | 1967                                          |                                               | 1.024                                         | 1.024                                         |
| 1980 | 1980                                          |                                               | ?                                             | ?                                             |
| 1990 | 1990                                          |                                               | ?                                             | ?                                             |
| 2000 | 2000                                          |                                               | ?                                             | ?                                             |
| 2011 | 2011                                          |                                               | 1.140                                         | 1.140                                         |
| 2020 | 2020                                          |                                               | 1.206                                         | 1.206                                         |
| Datenquelle: Historisches Gemeindeverzeichnis für Hessen: Die Bevölkerung der Gemeinden 1834 bis 1967. Wiesbaden: Hessisches Statistisches Landesamt, 1968. Weitere Quellen: Zensus 2011; Gemeinde Malsfeld |                                               |                                               |                                               |                                               |

Historische Religionszugehörigkeit
| • 1885: | 700 evangelische (= 94,98 %), drei katholische (= 0,41 %), ein anderes christliche-konfessioneller (= 0,14 %), 33 jüdische (= 4,48 %) Einwohner |
| • 1961: | 921 evangelische (= 88,93 %), 113 katholische (= 10,84 %) Einwohner                                                                             |

## Religion

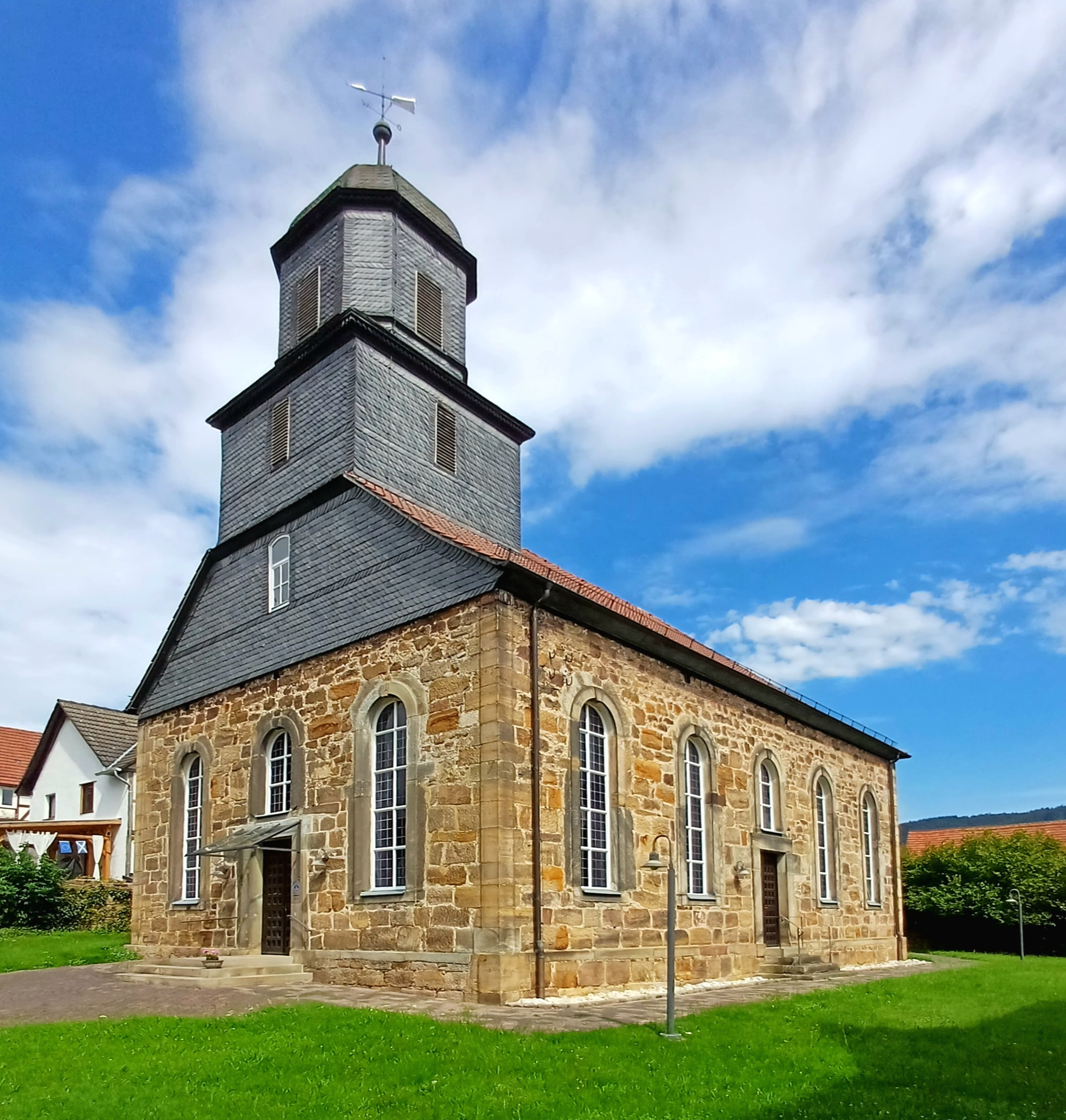
Evangelische Kirche

Die evangelische Kirchengemeinde Beiseförth-Malsfeld ist für das Kirchspiel Malsfeld und Beiseförth zuständig. Die Kirche wurde 1820 im typisch niederhessisch-reformierten Stil gebaut.

## Sehenswürdigkeiten

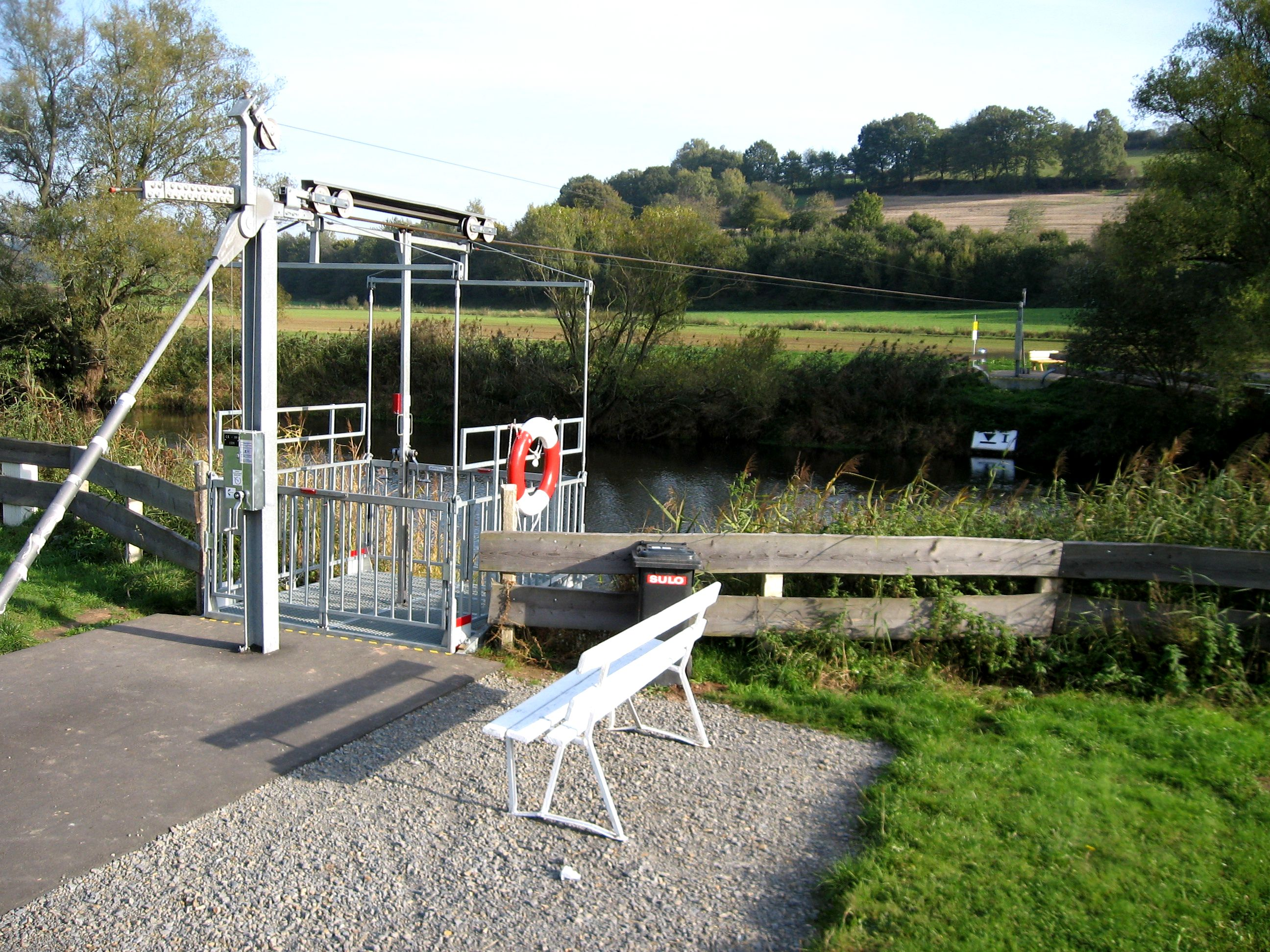
Die Fuldaseilbahn

- Vermutlich im Jahre 1952 erschufen einige Männer in mühevoller Arbeit am Rande des Waldes in Richtung Niederbeisheim, kurz vor dem Ortsausgang und noch vor der Brücke links ab, die „Märchenmühle“, ein kleines Dorf am Bach mit Figuren aus den Märchen der Brüder Grimm. Nachts wird dieses Dorf beleuchtet.[8]
- Das Beiseförther Korbmachermuseum, das einzige seiner Art in Hessen.
- Südlich von Beiseförth, auf der Gemarkung von Morschen, befindet sich die Fuldaseilbahn Beiseförth, die erste Fahrradseilbahn Deutschlands.

## Wirtschaft
Beiseförth ist Sitz der Dr. Schumacher GmbH, eines 1978 gegründeten, auf die Entwicklung und Produktion von Desinfektions-, Hygiene- und Pflegemitteln und Kosmetikprodukten spezialisierten Chemieunternehmens.

## Verkehr

### Straße
In Beiseförth treffen sich die Kreisstraße 31 und die Landesstraße 3126, jenseits der Fulda verläuft die Bundesstraße 83. Durch den Ort verlaufen der Fulda-Radweg und der Beisetal-Mühlen-Radweg beginnt hier.

### Schiene
Im Osten des Ortes liegt der Bahnhof Malsfeld-Beiseförth an der Bahnstrecke Bebra–Baunatal-Guntershausen. Das zugehörige Empfangsgebäude entstand 1847/48 vermutlich nach einem Entwurf von Julius Eugen Ruhl.
| Linie | Verlauf | Takt   |
| ----- | --- | ------ |
| RB5   | Kassel Hbf – Kassel-Wilhelmshöhe – Guxhagen – Melsungen – Malsfeld – Malsfeld-Beiseförth – Altmorschen – Heinebach – Rotenburg an der Fulda – Lispenhausen – Bebra – Ludwigsau-Friedlos – Bad Hersfeld – Haunetal-Neukirchen – Burghaun – Hünfeld – Fulda Stand: Fahrplanwechsel Dezember 2021 | 60 min |